# آنتون راجرز (بازیکن فوتبال)
آنتون راجرز (انگلیسی: Anton Rodgers؛ زادهٔ ۲۶ ژانویهٔ ۱۹۹۳) بازیکن فوتبال اهل بریتانیا است.
از باشگاه‌هایی که در آن بازی کرده‌است می‌توان به باشگاه فوتبال اولدهام اتلتیک، باشگاه فوتبال سوئیندون تاون، باشگاه فوتبال ردینگ، باشگاه فوتبال اکستر سیتی، و باشگاه فوتبال برایتون اند هوو آلبیون اشاره کرد.
وی همچنین در تیم‌های ملی فوتبال Republic of Ireland national under-17 football team و Republic of Ireland national under-19 football team بازی کرده‌است.